# Бесполётная зона

Страны, ранее входившие в бесполётные зоны: Ирак, Босния и Герцеговина и Ливия

Бесполётная зона, также известная как запретная для полётов зона (NFZ) или запретная зона для воздуха (AEZ), представляет собой территорию или район, установленный военной силой, над которым некоторым самолётам не разрешается летать. Такие зоны обычно создаются на территории державы во время конфликта, аналогичны концепции воздушной демилитаризованной зоны и обычно предназначены для запрета военной авиации страны действовать в регионе. Военное действие применяется государством, обеспечивающим соблюдение, и, в зависимости от условий NFZ, могут включать упреждающие атаки для предотвращения потенциальных нарушений, реактивную силу направленную на самолёты-нарушители, или наблюдение без применения силы. Воздушные запретные зоны и противовоздушная оборона иногда создаются в гражданском контексте, например, для защиты важных мест или таких событий, как Олимпийские игры 2012 года в Лондоне, от террористических атак с воздуха.
Бесполётные зоны — это современное явление, появившееся в 1990-х годах. Их можно отличить от традиционных миссий военно-воздушных сил тем, что они принудительно захватывают только воздушное пространство другой страны для достижения целей на земле в стране-мишени. В то время как Королевские ВВ проводили прототипические операции по управлению воздушным движением над различными спорными колониями в период между двумя мировыми войнами 20-го века, бесполётные зоны не принимали своей современной формы до конца войны в Персидском заливе в 1991 году.
Во время «холодной войны» риск перерастания локального конфликта в ядерное противостояние ослабил привлекательность военного вмешательства как инструмента государственного управления США. Возможно, что ещё более важно, авиация была относительно грубым инструментом до тех пор, пока не созрели технологии малозаметности и высокоточных ударов. До войны в Персидском заливе в 1991 году авиация не демонстрировала «верности», необходимой для нанесения тонких ударов по преходящим, труднодоступным целям — ей не хватало способности оказывать решающее политическое воздействие, если не считать тотальной войны. Однако распад Советского Союза и рост аэрокосмических возможностей, вызванный технологической революцией, сделали бесполётные зоны жизнеспособными как в политическом, так и в военном контексте.

## Прошлые бесполётные зоны

### Ирак, 1991—2003 гг.
После войны в Персидском заливе в 1991 году Соединённые Штаты вместе с другими странами Коалиции установили две бесполётные зоны в Ираке. Представители США и коалиции заявили, что северная бесполётная зона была предназначена для предотвращения нападений на курдский народ со стороны иракского режима Саддама Хусейна, а южная бесполётная зона была предназначена для защиты шиитского населения Ирака. 16 марта 1988 года иракские ВВС применили химическое оружие против курдского гражданского населения во время химической атаки в Халабдже, в результате чего погибло 5000 человек. Это событие «воздух-земля» послужило частью мотивации, используемой коалиционными силами для расширения NFZ, а также цитирования частей главы 42 Устава ООН. Южная бесполётная зона первоначально простиралась до 32-й параллели, но в 1996 году была расширена до 33-й параллели.

#### Легальное положение
Эта военная акция не была санкционирована Организацией Объединённых Наций. Генеральный секретарь Организации Объединённых Наций на момент принятия резолюции Бутрос Бутрос-Гали назвал запретные для полётов зоны «незаконными» в феврале 2003 года в интервью Джону Пилджеру для ZNet. В 1998 году Франция вышла из операции, а министр иностранных дел Франции Юбер Ведрин заявил, что «в международном праве нет оснований для такого типа бомбардировок».

#### Гражданские смерти
Организация Объединённых Наций сообщила, что только в 1999 году во время бомбардировок Коалиции было убито 144 мирных жителя. Внутренний отчёт Сектора безопасности ООН показал, что за пять месяцев 41 % жертв были гражданскими лицами.

### Босния и Герцеговина, 1993—1995 гг.
В 1992 году Совет Безопасности ООН принял резолюцию 781 Совета Безопасности ООН, запрещающую несанкционированные военные полёты в боснийском воздушном пространстве. Это привело к операции Sky Monitor, в ходе которой НАТО отслеживало нарушения бесполётной зоны, но не предпринимало никаких действий против нарушителей резолюции. В ответ на 500 задокументированных нарушений к 1993 году, включая одно боевое нарушение, Совет Безопасности принял резолюцию 816, которая запрещала все несанкционированные полёты и позволяла всем государствам-членам ООН «принимать все необходимые меры… для обеспечения соблюдения с [ограничениями бесполётной зоны]». Это привело к операции «Запретить полёт». Позже НАТО нанесла удары с воздуха во время операции «Запретить полёт» и во время операции «Умышленная сила».

### Уроки Ирака и Боснии
В статье Стэнфордского университета 2004 года, опубликованной в Журнале стратегических исследований, «Уроки Ирака и Боснии по теории и практике бесполётных зон», была рассмотрена эффективность воздушных кампаний в достижении военных целей. В документе были сделаны следующие выводы: 1) Необходима чёткая, единая командная структура. В Боснии и Герцеговине во время операции «Запретить полёт» запутанная структура координации с двумя ключами давала неадекватные полномочия и привела к тому, что военно-воздушные силы не получили полномочий для оказания помощи в ключевых ситуациях; 2) Чтобы избежать «вечной проблемы патрулирования», государства должны заранее знать цели своей политики и стратегию выхода из бесполётных зон; 3) Эффективность бесполётных зон сильно зависит от региональной поддержки. Отсутствие поддержки со стороны Турции бесполётной зоны в Ираке 1996 года в конечном итоге ограничило способность коалиции эффективно обеспечивать её соблюдение.

### Ливия, 2011 г.

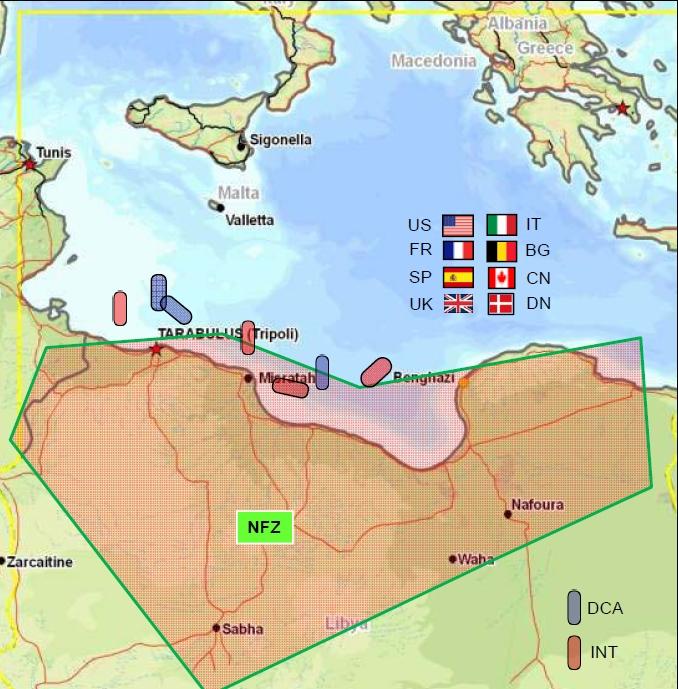
2011 г. Бесполётная зона в Ливии

В рамках военной интервенции в Ливию в 2011 году Совет Безопасности ООН утвердил бесполётную зону 17 марта 2011 года. Резолюция включает положения о дальнейших действиях по предотвращению ударов по гражданским объектам. НАТО воспользовалось возможностью перейти в наступление, разбомбив позиции ливийского правительства во время гражданской войны. Бесполётная зона НАТО была закрыта 27 октября после единогласного голосования СБ ООН.

### Ливия, 2018 и 2019 гг.
Бесполётная зона была объявлена Ливийской национальной армией (ЛНА) на юге страны во время наступления ЛНА в регионе в 2018 году. Позже он был повторно реализован на 10 дней в 2019 году, когда ЛНА установила контроль над нефтяными месторождениями в регионе. ЛНА объявила ещё одну бесполётную зону на западе страны во время наступления в Западной Ливии в 2019 году.

## Использованная литература
- Бесполётные зоны: стратегические, оперативные и юридические соображения для Исследовательской службы Конгресса
- Уилер, Николас Дж. (2000) Спасение незнакомцев — Гуманитарная интервенция в международном обществе. Oxford University Press (Оксфорд, Англия). ISBN 978-0-19-829621-8.